# Cérémonie du Val de Lozoya
La Cérémonie du Val de Lozoya est une cérémonie qui s'est déroulée le 25 novembre 1470 et lors de laquelle Jeanne La Beltraneja a été proclamée héritière du trône du Royaume de Castille.

## Historique

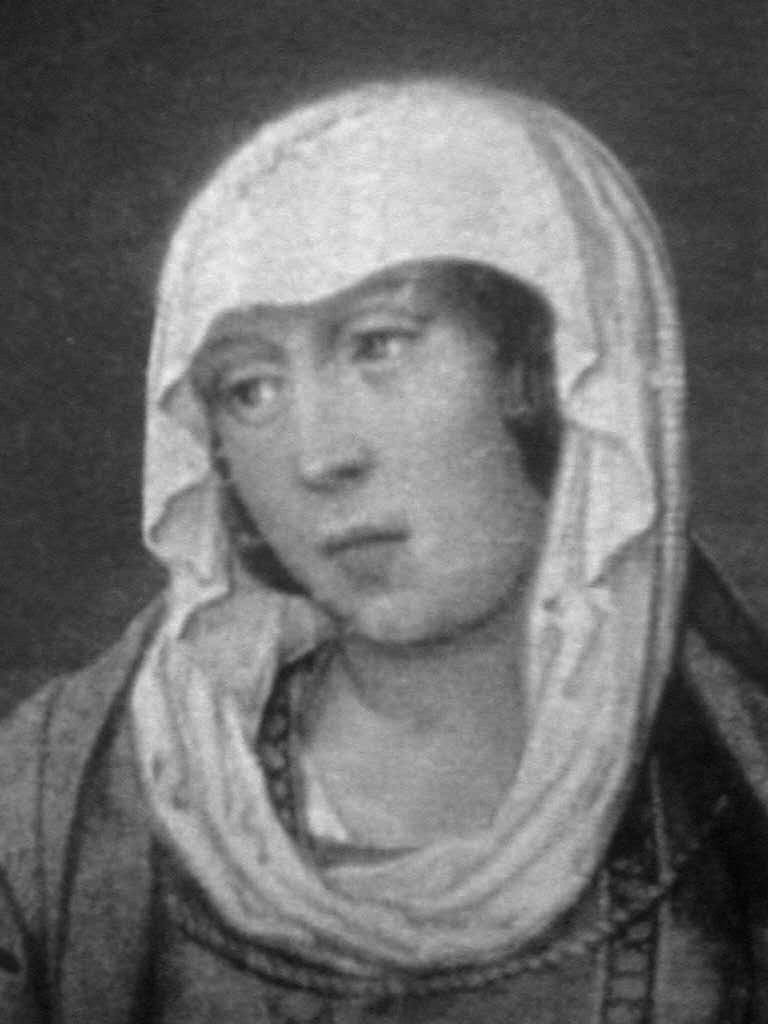
Jeanne la Beltraneja.

Cette cérémonie est la conséquence politique directe du Traité des Taureaux de Guisando, accord né sous les auspices de Diego López Pacheco, Marquis de Villena. Cet accord faisait Isabelle la Catholique, demi-sœur du roi Henri IV, princesse des Asturies et, également la classait première dans la liste de succession au trône. Cela défavorisait clairement Jeanne, fille de Henri IV et de Jeanne de Portugal et surnommée Jeanne La Beltraneja, car les cercles opposés au roi lui attribuaient comme père Beltrán de la Cueva conseiller du roi et amant supposé de la reine Jeanne, chose qui n'a jamais été prouvée.
Isabelle la Catholique a épousé l'infant Ferdinand II d'Aragon, contrariant énormément son frère le roi Henri IV de Castille, qui pensait avoir le privilège de choisir le mari de sa sœur Isabelle de Castille selon les conditions convenues dans le Pacte de  Guisando. Cela a déclenché la vengeance du roi, poussé par son conseiller, le Marquis de Villena, qui craignait avec ce lien voir ressurgir l'influence aragonaise en Castille.
Cette vengeance s'est matérialisée par l'organisation de la cérémonie du Val de Lozoya, qui s'est tenue le 25 novembre 1470 dans un lieu appelé Val de Lozoya, entre el Paular et Buitrago. Ce jour-là, la famille Mendoza, qui en avait la garde jusqu'alors, a remis la princesse Jeanne au roi Henri IV de Castille et à son épouse Jeanne de Portugal, lesquels ont juré sur la croix du pectoral de Jean Jouffroy cardinal d'Albi, que la fillette était leur fille légitime. Ensuite les nobles et prélats présents avec l'évêque français d'Albi à leur tête, l'ont proclamé héritière, et au même moment ont célébré les fiançailles de cette enfant de huit ans avec le comte de Boulogne, représentant du duc de Guyenne, frère du roi de France, Louis XI; cependant ce mariage n'a jamais été célébré.
De retour à Ségovie, Henri IV a fait publier la nomination de Jeanne comme princesse des Asturies, et l'annulation officielle de l'accord de Guisando. Dans un document analogue, sa sœur Isabelle Ire de Castille, a répliqué en justifiant son mariage avec Ferdinand II d'Aragon, et en accusant son frère de parjure. Ainsi le royaume retournait à l'anarchie et se profilait à l'horizon la future guerre civile pour le trône de Castille entre les partisans d'Isabelle Ire de Castille et ceux de Jeanne La Beltraneja.

### Sources
- (es) Cet article est partiellement ou en totalité issu de l’article de Wikipédia en espagnol intitulé « Ceremonia de la Val de Lozoya » (voir la liste des auteurs).